# 女人四十
《女人四十》（英語：Summer Snow）是1995年上映的一部香港電影，由許鞍華執導兼監製，蕭芳芳、喬宏、羅家英及羅冠蘭主演。劇情講述香港一個典型的職業婦女在家庭和事業之間爭取平衡的故事。故事的重心為劇中的女主角阿娥在婆婆意外過世後和患上阿茲海默症的公公的相處過程。
本片在本土及海外囊括多項重要獎項，包括包辦第15届香港電影金像獎最佳電影、最佳導演、最佳編劇和最佳男、女主角六項大獎，是首部在香港電影金像獎實現大滿貫的電影。在第32届金马奖奪得最佳劇情片等五个大奖。蕭芳芳亦憑本作榮獲第45屆柏林影展最佳女演員銀熊獎。在2005年，電影獲香港電影金像獎協會票選為「最佳華語片一百部」之一。

## 劇情
阿娥（蕭芳芳飾）是一家衛生紙公司的資深員工，和擔任駕照考試監考官的先生（羅家英飾）及獨子定一（丁子峻飾）居住在一棟老屋內。樓下則是公公（喬宏飾）和婆婆（譚倩紅飾）居住的地方。
阿娥精打細算，做事幹練（從一開始在菜市場買魚和後來要計程車司機迴轉路程的方式就可見一斑），不过她和公公的關係不是很好，因為公公大男人主義，脾氣又大，互相都看對方的言行不順眼。但是婆婆處處都關心阿娥，待阿娥也挺好，阿娥生日那天，公公婆婆一塊來吃飯，婆婆還專程燒了鮮蝦要給媳婦吃。婆媳關係挺好，只是老是受公公之故而事有多磨。
一日公公拿著麵包跑去正在跟街坊摸兩圈的阿娥旁邊，要她幫他打開麵包包裝，阿娥認為公公又是當著鄰居的面給她難看，氣急敗壞的拎著大包小包回到家，才意外發現婆婆倒臥家中昏迷，在通知救護車來前，婆婆已經往生。公公在婆婆的喪禮上竟然不認得自己的太太和親生子女，唯獨只認得大家嫂（廣東話「媳婦」之意）阿娥一人。後來阿娥帶公公到醫院檢查，證實其患上老人痴呆症。雖然公公有兩子一女，但次子媳婦卻推三阻四拒絕接患病的父親到家中居住，女兒（羅冠蘭飾）亦要返回美國（台灣版為台北），結果公公便只好到長子家中居住。
除了公公突然住到家中使阿娥大為傷神外，公司裡來了一個新人 Isabella Au，年輕貌美又引進了一些新的觀念，譬如說用電腦處理公司繁雜的訂單和庫存，還有讓老闆和一些股東驚艷的姿色。原本都被老闆所仰重的阿娥經過諸般如此也不禁感到悵然若失。
在長子家中，公公時常到處遊走，而且又曾大喊大叫，甚至拿著撐開的黑雨傘當作降落傘自天台一躍而下，著實令都要上班的長子和阿娥大感煩惱，於是開始物色護老院讓公公可以受照顧而不用阻礙到一家三口上班上學。最初兩人為公公找到一間有日間託管服務的老人院，惜後來因公公自行離開老人院，而被該院主管主任以不接受慣性出走老人加入為由而要求退院。後來又找到另一間護老院，但公公入院不久，阿娥又在前往護老院探視時，發現公公臉部瘀青受傷，院內人又隨口答稱是他自己弄傷的，阿娥遂立即接公公回家。
雖然公公患有老人痴呆症，但卻未忘當年參加空軍抗戰的經歷和身份。長子一家帶著公公前往護老院前，到婆婆生前說過公公愛去的一餐廳午飯期間，其孫兒在該餐廳老闆（也是公公以前的下屬）的告知下得知爺爺當年駕駛戰機在對日抗戰間的英勇事蹟，以及當年如何救回餐廳老闆性命一事，孫兒才發現爺爺曾經如何風光。
公公與長子一家和女兒一起到野外農場體驗耕種之樂。最初公公只認得阿娥一個，但在農場，他不但摘花給阿娥，更認得和摘了花給女兒。可惜當公公再摘花時，他胸口突然狡痛，暈倒去世。劇情亦將結束。
最終，阿娥不意走上天台，卻發現了成群的鴿子在天台地板上，而公公在罹病住到阿娥家來後，曾經說過在天台看到整群的鴿子，但是都不獲相信。阿娥脫下拖鞋，慢慢走近這群忙著啄食米粒的鴿子，呼喊著先生到天台來看這個原本被當作是瘋言瘋語卻是真實的奇景。

## 角色
| 角色名稱         | 演員   | 備註                                                                          |
| ---------------- | ------ | ----------------------------------------------------------------------------- |
| 老爺／阿爸／阿爺 | 喬宏   | 退役空軍機師／羅家英、周志輝和羅冠蘭的父親，蕭芳芳和莊靜而的老爺              |
| 阿娥／大嫂／家嫂 | 蕭芳芳 | 羅家英的老婆，丁子峻的母親，周志輝和羅冠蘭的大嫂，譚倩紅和喬宏的大家嫂        |
| 阿炳／大伯／阿爸 | 羅家英 | 蕭芳芳的老公，譚倩紅和喬宏的大兒子，周志輝和羅冠蘭的大哥                      |
| 阿蘭／姨姨       | 羅冠蘭 | 譚倩紅和喬宏的女兒，羅家英和周志輝的妹妹，丁子峻的姑姐                        |
| 奶奶             | 譚倩紅 | 喬宏的老婆，羅家英、周志輝和羅冠蘭的母親，蕭芳芳和莊靜而的奶奶                |
| 二叔             | 周志輝 | 莊靜而的老公，譚倩紅和喬宏的二兒子 ，羅家英的二弟，羅冠蘭的二哥，丁子峻的二叔 |
| 二嫂             | 莊靜而 | 周志輝的老婆，譚倩紅和喬宏的二家嫂，羅家英和羅冠蘭的二嫂                      |
| 霞姨             | 夏萍   | 譚倩紅的粵劇朋友，蕭芳芳後來的朋友                                            |
| 定一／仔／孫     | 丁子峻 | 羅家英和蕭芳芳的兒子，譚倩紅和喬宏的孫兒，周志輝和羅冠蘭的姪子                |
| 老闆             | 劉洵   | 蕭芳芳工作的廁紙公司的老闆                                                    |
| 趙姑娘           | 譚淑梅 | 日間老人院主任                                                                |
| 阿倫             | 馮德倫 | 丁子峻的朋友                                                                  |
| 醫生             | 陳哲民 | 判定喬宏有老年癡呆症的主治醫生                                                |
| 樓上鄰居         | 許鞍華 | 客串演出                                                                      |
| 霞姨老公         | 鮑方   | 客串演出                                                                      |
| 賣魚販           | 文雋   | 客串演出                                                                      |
| 包子店老闆       | 張錚   | 老爺年輕時的戰友                                                              |

## 電影歌曲
- 《鳳閣恩仇未了情》之《胡地蠻歌》
  - 撰曲：徐子郎
  - 原唱：麥炳榮、鳳凰女
  - 歌曲提供：文志唱片
- 《生命的插曲》
  - 作曲：Hiroshi Sugita, Mitsuyasu Tomohisa
  - 填詞：陳少琪
  - 原唱：張學友
  - 歌曲提供：寶麗金
- 《喜歡你》
  - 作曲：黃家駒
  - 填詞：黃家駒
  - 原唱：Beyond
  - 歌曲提供：Kinn's Music Ltd.
- 《小李飛刀》
  - 作曲：顧嘉煇
  - 填詞：盧國沾
  - 原唱：羅文
  - 歌曲提供：娛樂唱片
- 《一枕香銷》
  - 撰曲：吳一嘯
  - 原唱：小明星
  - 歌曲提供：天聲唱片

## 名句
- 老爺對阿娥說：「你知唔知人生係點一回事呀？」蕭芳芳：「咩呀？」喬宏：「人生，係好過癮架。」
- 譚倩紅在本片最後唱：「休涕淚，莫愁煩，人生如朝露，何處無離散......」（粵曲《鳳閣恩仇未了情》之《胡地蠻歌》歌詞）

## 獎項
| 年份 | 頒獎典禮                  | 獎項             | 名單   | 結果 |
| ---- | ------------------------- | ---------------- | ------ | ---- |
| 1995 | 第45屆柏林影展            | 金熊獎           |        | 提名 |
| 1995 | 第45屆柏林影展            | 最佳女演員銀熊獎 | 蕭芳芳 | 獲獎 |
| 1995 | 第45屆柏林影展            | 天主教人道精神獎 |        | 獲獎 |
| 1995 | 第2屆香港電影評論學會大獎 | 最佳電影         |        | 獲獎 |
| 1995 | 第2屆香港電影評論學會大獎 | 最佳女演員       | 蕭芳芳 | 獲獎 |
| 1995 | 第32屆金馬獎              | 最佳劇情片       |        | 獲獎 |
| 1995 | 第32屆金馬獎              | 最佳導演         | 許鞍華 | 提名 |
| 1995 | 第32屆金馬獎              | 最佳男主角       | 喬 宏  | 提名 |
| 1995 | 第32屆金馬獎              | 最佳女主角       | 蕭芳芳 | 獲獎 |
| 1995 | 第32屆金馬獎              | 最佳男配角       | 羅家英 | 獲獎 |
| 1995 | 第32屆金馬獎              | 最佳女配角       | 羅冠蘭 | 提名 |
| 1995 | 第32屆金馬獎              | 最佳原著劇本     | 陳文強 | 提名 |
| 1995 | 第32屆金馬獎              | 最佳攝影         | 李屏賓 | 獲獎 |
| 1995 | 第32屆金馬獎              | 最佳造型設計     | 黃仁逵 | 提名 |
| 1995 | 第32屆金馬獎              | 觀眾票選最佳影片 |        | 獲獎 |
| 1996 | 第1屆香港電影金紫荊獎     | 最佳影片         |        | 獲獎 |
| 1996 | 第1屆香港電影金紫荊獎     | 最佳導演         | 許鞍華 | 獲獎 |
| 1996 | 第1屆香港電影金紫荊獎     | 最佳男主角       | 喬 宏  | 獲獎 |
| 1996 | 第1屆香港電影金紫荊獎     | 最佳女主角       | 蕭芳芳 | 獲獎 |
| 1996 | 第1屆香港電影金紫荊獎     | 最佳男配角       | 羅家英 | 提名 |
| 1996 | 第1屆香港電影金紫荊獎     | 最佳編劇         | 陳文強 | 獲獎 |
| 1996 | 第1屆香港電影金紫荊獎     | 十大華語片       |        | 獲獎 |
| 1996 | 第15屆香港電影金像獎      | 最佳電影         |        | 獲獎 |
| 1996 | 第15屆香港電影金像獎      | 最佳導演         | 許鞍華 | 獲獎 |
| 1996 | 第15屆香港電影金像獎      | 最佳編劇         | 陳文強 | 獲獎 |
| 1996 | 第15屆香港電影金像獎      | 最佳男主角       | 喬 宏  | 獲獎 |
| 1996 | 第15屆香港電影金像獎      | 最佳女主角       | 蕭芳芳 | 獲獎 |
| 1996 | 第15屆香港電影金像獎      | 最佳男配角       | 羅家英 | 獲獎 |
| 1996 | 第15屆香港電影金像獎      | 最佳女配角       | 羅冠蘭 | 提名 |
| 1996 | 第15屆香港電影金像獎      | 最佳新演員       | 丁子峻 | 提名 |
| 1996 | 第15屆香港電影金像獎      | 最佳剪接         | 黃義順 | 提名 |
| 1996 | 第15屆香港電影金像獎      | 最佳美術指導     | 黃仁逵 | 提名 |

## 外部連結
- 香港影庫上《女人四十》的資料（繁體中文）
- 開眼電影網上《女人四十》的資料（繁體中文）
- 豆瓣电影上《女人四十》的資料 （简体中文）
- 时光网上《女人四十》的資料（简体中文）
- 1905电影网上《女人四十》的资料（简体中文）
- AllMovie上《女人四十》的资料（英文）
- 爛番茄上《女人四十》的資料（英文）
- 互联网电影数据库（IMDb）上《女人四十》的资料（英文）